# TLR-2
TLR-2 è una glicoproteina recettoriale della superfamiglia di recettori PRRs (Pattern Recognition Receptors), in particolare della famiglia di recettori Toll-like receptor (TLRs). TLR-2 nell'uomo è presente sulla membrana plasmatica di alcune cellule, principalmente monocito-macrofagi, cellule dendritiche e neutrofili. Il recettore è in grado di legare peptidoglicano, fosfolipomannani e altre molecole associate ai patogeni (PAMPs), trasducendo un segnale intracellulare che porta alla produzione di citochine pro-infiammatorie, tramite il fattore trascrizionale NF-κB, e all'instaurarsi dell'infiammazione.